# Vsevolod Abramovitch
Pour les articles homonymes, voir Abramovitch.
Vsevolod Mikhaïlovitch Abramovitch (en russe : Всеволод Михайлович Абрамович), né le 11 août 1890 à Odessa et mort le 24 avril 1913 près de Saint-Pétersbourg dans l'Empire russe, est un pionnier de l’aviation russe.

## Biographie
Vsevolod Abramovitch est le fils du poète et traducteur Mikhaïl Abramovitch (ru) (1859-1940), et le petit-fils de Mendele Moicher Sforim, considéré comme l’un des fondateurs de la littérature hébraïque moderne.
À la fin de sa scolarité, il entre au collège technique Technischen Hochschule Berlin de Charlottenbourg et prend des leçons de pilotage. Il obtient son brevet de pilote en 1911 et part pour l’Allemagne, où il se fait embaucher par Flugmaschinen Wright, filiale des frères Wright installée à Johannisthal, près de Berlin. Il devient très rapidement chef-pilote à Johannisthal. 
En 1912, il construit un biplan inspiré des appareils Wright, l’Abramovich Flyer. Avec cet appareil il participe à un concours militaire à Saint-Pétersbourg, puis bat un record d’altitude et un record d’endurance.
Il est notamment l'instructeur de la pilote russe Eugénie Shakhovskaya.
Abramovitch se tua à bord de son biplan le 24 avril 1913, alors qu’il donnait une leçon de pilotage, et que Eugénie Shakhovskaya est aux commandes. Il repose au Cimetière Saint-Nicolas de Saint-Pétersbourg.